# Cordaïtes
Cordaïtes is een geslacht van uitgestorven bomen uit de familie Cordaïtaceae, dat alleen fossiel bekend is. De fossielen komen voornamelijk voor in afzettingen uit het Stephanien (Carboon) van het Nederlands - Belgisch - Duits kolengebied. Het waren mangrovebomen en vaak worden tussen de wortels van deze bomen Carbonicola - een brakwater mossel - en kreeftachtigen aangetroffen.
In tegenstelling tot de situatie bij veel andere fossiele plantensoorten is het bij Cordaïtes niet zeldzaam om zaden te vinden, dit mede omdat ze vrij groot zijn (tot tien millimeter) - deze zaden worden veelal aangeduid als Cardiocarpus.

## Soorten
- C. angulosostriatus (Grand'Eury, 1877)
- C. borassifolius (Sternberg, 1823)
- C. foliolatus (Grand'Eury, 1877)
- C. laevis (Grand'Eury, 1877)
- C. lingulatus (Grand'Eury, 1877)
- C. palmaeformis (Geinitz, 1855)
- C. principalis (Germar, 1848)